# Baureihe 144.5
De Baureihe 144.5 tot 1968/1970 bekend als E44.5 waren elektrische locomotieven bestemd voor het personenvervoer en voor het goederenvervoer van de Deutsche Reichsbahn Gesellschaft (DRG).

## Geschiedenis
De locomotieven van de serie E44.5 werden in de jaren 30 ontwikkeld en gebouwd door meerdere fabrikanten. Het ging hierbij om de bovenbouw gebouwd door Berliner Maschinenbau (BMAG) werk Berlijn en door AEG.
De locomotieven zijn alleen gebruikt bij het personenvervoer. Deze locomotieven waren tot 1983 gestationeerd in BW Freilassing.

## Constructie en techniek
De locomotief heeft een stalen frame. Op de draaistellen wordt elke as door een elektrische motor aangedreven.

### Nummers
De locomotieven geschikt voor 15 kV werden door de Deutsche Reichsbahn Gesellschaft (DRG) als volgt genummerd:
- E44 101: prototype, in 1939 vernummerd in E44 501, in 1960 gesloopt
- E44 102 - 109: in 1939 vernummerd in E44 502 - 509, na 1968 vernummerd in 144 502 - 509

- E44: zie hier

### Museum locomotieven
- E 44 502 bevindt zich in Museum Lokwelt Freilassing
- E 44 507 bevindt zich in Verkehrsmuseum Nürnberg
- E 44 508 bevindt zich in Verkehrsmuseum Nürnberg

## Treindiensten
De locomotieven werden door de Deutsche Bundesbahn ingezet in het personenvervoer op onder meer het traject:
- Freilassing - Berchtesgaden

## Foto's

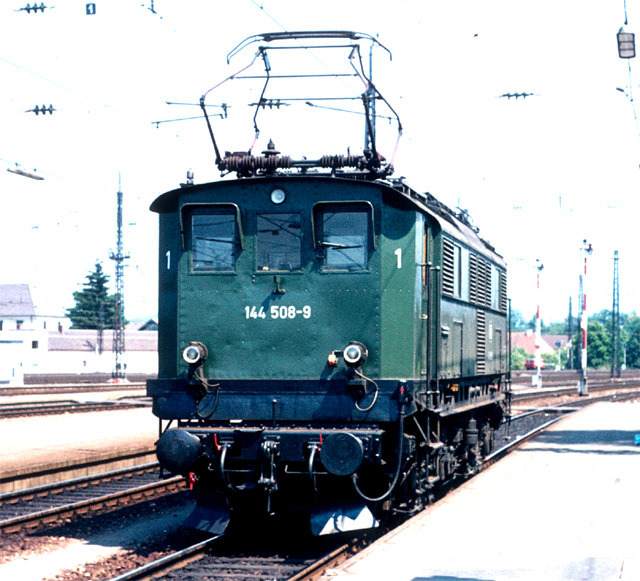
DB locomotief 144 508-9 in 1982 te Freilassing
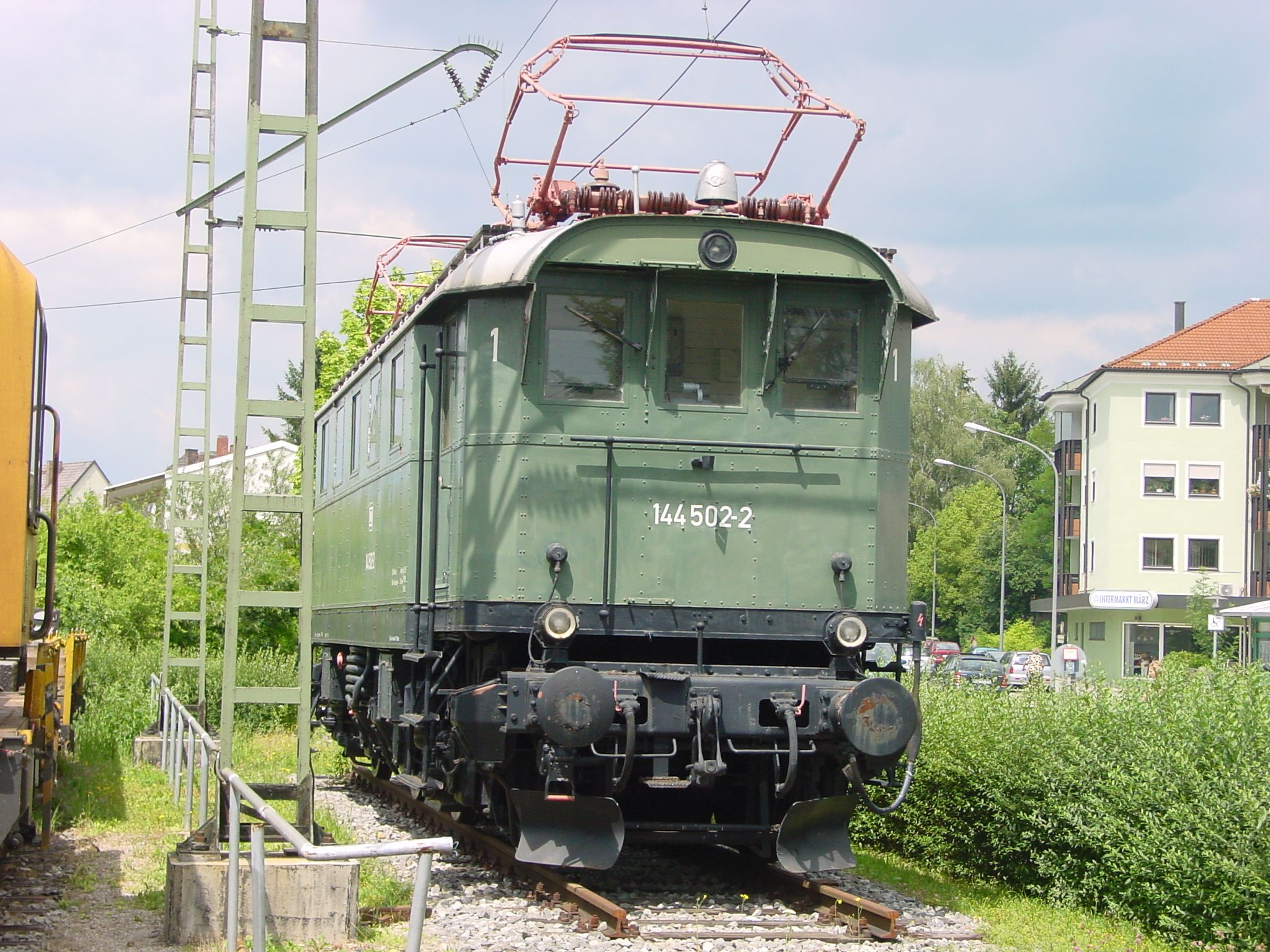
Denkmallok 144 502 op 15 juli 2008 in Freilassing

In dit overzicht staan eveneens treinen van de Deutsche Bundesbahn (DB) en van de Deutsche Reichsbahn (DR)